# شعبة الاستخبارات البحرية (المملكة المتحدة)
تم إنشاء شعبة الاستخبارات البحرية كجزء مكون من أركان الحرب الأميرالية في عام 1912. كانت سابقاً ذراع الاستخبارات الأميرالية البريطانية قبل إنشاء هيئة الاستخبارات العسكرية الموحدة في عام 1964. تناولت المسائل المتعلقة بالخطط البحرية البريطانية، مع مجموعة من الاستخبارات البحرية. كانت تعرف أيضاً باسم «الغرفة 39»، بعد رقم غرفتها في الأميرالية.

## التاريخ
تاسست لجنة الاستخبارات الخارجية في عام 1882 وتطورت إلى إدارة الاستخبارات البحرية في 1887. كانت هيئة شعبة الاستخبارات البحرية مسؤولة في الأصل عن تعبئة الأسطول وخطط الحرب بالإضافة إلى جمع المعلومات الأجنبية. لذلك كان هناك في الأصل قسمان:1-الاستخبارات (الخارجية) 2-التعبئة. في عام 1900، تم إضافة قسم آخر، وهو الحرب، للتعامل مع القضايا الاستراتيجية والدفاع، وفي عام 1902 تم إنشاء قسم رابع، وهو التبادل التجاري، للمسائل المتعلقة بحماية الشحن التجاري. تم إلغاء شعبة التجارة في أكتوبر 1909 في أعقاب تحقيق لجنة الدفاع الإمبراطوري في الخلاف بين لورد البحر الأول، الأميرال السير جون فيشر القائد الأعلى السابق لأسطول القنات، والأميرال اللورد تشارلز بيريفورد، عندما اكتشف أن القبطان الذي يرأس شعبة التجارة كان يزود الأخير بمعلومات سرية أثناء التحقيق.
في عام 1910، كانت شعبة الاستخبارات البحرية محرومة من مسؤوليتها عن تخطيط الحرب وإستراتيجيتها عندما أنشأ الراحل فيشر مجلس الحرب البحرية كعلاج لسد الفجوة للانتقادات المنبثقة عن استقصاء بيرسفورد بأن البحرية بحاجة إلى طاقم بحري -وهو دور كان لشعبة الاستخبارات البحرية التي في الواقع أدته بشكل مخلص منذ عام 1900 على الأقل.  إن لم يكن في وقت سابق، بعد عملية إعادة التنظيم هذه، تم نقل تخطيط الحرب والمسائل الإستراتيجية إلى إدارة التعبئة البحرية التي تم إنشاؤها حديثاً وعادت إدارة التأمين الوطني إلى المنصب الذي كانت تشغله قبل عام 1887، وهي منظمة لجمع المعلومات الاستخباراتية وتنظيمها.
في عام 1912، تم إنشاء الشعبة العامة كجزء أساسي من هيئة أركان حرب الأميرال الجديدة عندما ألغيت هذه الهيئة في عام 1917، واستمرت كتقسيم لموظفي البحرية الأميرالية الجديدة حتى عام 1964 عندما ألغيت إدارة الأميرالية.

### الحرب العالمية الأولى
أثناء الحرب العالمية الأولى، كان المعهد القومي للإعلام مسؤولاً عن جهود التشفير الناجحة للغاية التي قامت بها البحرية الملكية، الغرفة 40. لعب الاعتراض وفك التشفير لبرقية زيمرمان دوراً في انخراط الولايات المتحدة في الحرب. وقد وصفت بأنها أهم انتصار استخباراتي لبريطانيا خلال الحرب العالمية الأولى، حيث كانت أحد المناسبات الأولى التي أثرت فيها قطعة من الإشارات الاستخبارية على الأحداث العالمية.

### الحرب العالمية الثانية
تم التعامل مع الرسائل البحرية ألترا بشكل مختلف عن الجيش والقوات الجوية الترا لأن الأميرالية كانت مقر عمليات وكان بإمكانها إصدار أوامر أثناء المعركة، في حين أن هيئة الأركان العامة للجيش والأركان الجوية تعطي القادة الأوامر العامة مثل «تطهير العدو من أفريقيا» دون إخبارهم كيف يفعلون ذلك. وبالتالي، تم إرسال الترجمات الحرفية للشفرات البحرية من قبل الكوخ 4 إلى شعبة الاستخبارات البحرية وليس في أي مكان آخر (باستثناء بعض المعلومات الاستخباراتية البحرية التي تم إرسالها مباشرة من بلتشلي بارك إلى القائد العام في البحر المتوسط).
الكوخ 8 الذي قام بفك تشفير رسائل لغز الكوخ 4 للترجمة والتحليل كان لديه معلومات أقل لألترا حيث أن كريغسمارمين كانت تقوم بتشغيل اللغز بشكل أكثر أماناً من الجيش الألماني والقوات الجوية. كما فك الكوخ 4 مختلف الشيفرات وبعض حركة مرور البحرية الإيطالية.
بدأت شعبة الاستخبارات البحرية الوحدة الهجومية ال 30 التي كان دورها جمع المعلومات والاستطلاع والتخريب. ومن المسلم به أن أعضاء الوحدة، بمن فيهم رالف ايززارد، هم من الملهمين لأيان فليمينغ (الذي عمل أيضا لصالح شعبة الاستخبارات البحرية) في إنشاء جاسوسه الخيالي جيمس بوند.

## القسم الجغرافي
أصدر القسم الجغرافي لشعبه الاستخبارات البحرية، الهيئة البحرية في الأميرالية، سلسلة من الكتيبات الجغرافية من 1917-1922 لتوفير المعلومات للقوات المسلحة البريطانية. وأنتجت سلسلة الدليل الجغرافي لشعبة الاستخبارات البحرية بين 1941 و1946 لتوفير المعلومات للقوات المسلحة البريطانية.

## اندماج
في عام 1965، أدمجت إدارات استخبارات الخدمات الثلاث في دائرة الاستخبارات الدفاعية الجديدة بوزارة الدفاع.
ومع ذلك، فقبل منتصف التسعينات، كان هناك فرع ملكي بحري آخر، وهو مديرية الأمن البحري والتخطيط المتكامل للطوارئ، التي يوجد مقرها في القاعدة البحرية لصاحبة الجلالة، بورتسموث تحت قيادة فريق العمل في اللورد سي سي لورد آند سي-إن- القيادة البحرية الرئيسية.

## إدارة المخابرات البحرية
شمل مدراء المخابرات البحرية:
- الأميرال لويس بومونت، 1895-1899
- العميد البحري ريجنالد كوسترانس، 1899-1902
- الأميرال الأمير لويس باتنبرغ، 1902-1905
- الأميرال تشارلز أوتلي، 1905-1907
- الأميرال ادموند سليد، 1907-1909
- الأميرال ألكسندر بيتيل، 1909-1912
- النقيب توماس جاكسون، 1912-1913
- الأميرال هنري أوليفر، 1913-1914
- قاعة الأميرال السير ريجنالد «بلنكر»، 1914-1919
- الأميرال هيو «كويكس» سنكلير، 1919-1921
- الأميرال موريس فيتزموريس، 1921-1924
- الأميرال آلان هوثام، 1924-1927
- الأميرال ويليام فيشر (بالإنابة)، 1926-1927
- الأميرال باري دومفيل، 1927-1930
- الأميرال سيسيل أوسبورن، 1930-1932
- الأميرال جيرالد ديكنز، 1932-1935
- نائب الأميرال جيمس تروب، 1935-1939
- نائب الأميرال جون جودفري، 1939-1942
- الأميرال إدموند راشبروك، 1942-1946
- نائب الأميرال إدوارد باري، 1946-1948
- الأميرال اريك لونغلي كوك، 1948-1951
- الأميرال السير أنتوني بوزارد، 1951-1954
- نائب الأميرال السير جون إنجليس، 1954-1960
- نائب الأميرال السير نورمان دينينج، 1960-1964
- الأميرال باتريك جراهام، 1964-1965

## نواب مدراء المخابرات البحرية
من بين نواب مديري المخابرات البحرية:
- النقيب ريموند أ. نوجنت، 1918 - يناير 1919
- النقيب ويليام جيمس، من يناير 1919 إلى مارس 1920
- النقيب جيفري هوبوود، مارس 1920 - أبريل 1922
- النقيب إدوارد أو كوكران، أبريل 1922 - أغسطس 1923
- النقيب جورج ك. تشيتود، أغسطس 1923 - مايو 1925
- النقيب كينيث جي بي ديوار، مايو 1925 - يونيو 1927
- النقيب سيسيل بريكيت، يونيو 1927 - يونيو 1929
- النقيب ألفريد إ. إيفانز، يونيو 1929 - أبريل 1930
- النقيب جيرالد سي هاريسون، أبريل 1930 - أبريل 1932
- النقيب دابليو إي كامبل تايته، أبريل 1932 - نوفمبر 1933
- النقيب جورج أ. سكوت، نوفمبر 1933 - ديسمبر 1935
- النقيب هون. كلود بي. هيرمون هودج، ديسمبر 1935 - فبراير 1938
- النقيب جيفري سي كوك، فبراير 1938 - فبراير 1940
- النقيب ويليام دي. ستيفنز، فبراير 1940 - يناير 1941
- النقيب إيان إم. كامبل، من فبراير 1941 إلى أبريل 1942
- النقيب تشارلز إيه جي نيكولز، أبريل 1942 - مايو 1944
- النقيب إيان إم. كامبل، مايو 1944-1945
- النقيب أ. جو بيكر كريسويل، مارس 1948 - مارس 1951
- النقيب توماس ج. هيلكن، مارس 1951 - نوفمبر 1953
- النقيب تشارلز كيز، نوفمبر 1953 - يناير 1956
- النقيب جورج إف إم بست، من يناير 1956 إلى يناير 1958
- النقيب نايجل هـ. أوستن، من يناير 1958 إلى سبتمبر 1959
- النقيب أنتوني ديفيز، سبتمبر 1959 - أكتوبر 1962
- النقيب ويليام بي بي باربر، أكتوبر 1962-1965